# Östra härads domsagas valkrets, Jönköpings län
Östra härads domsagas valkrets var vid riksdagsvalen till andra kammaren 1866-1908 en egen valkrets med ett mandat. Den motsvarade Östra härad i Jönköpings län. Valkretsen avskaffades vid övergången till proportionellt valsystem i valet 1911, då den uppgick i Jönköpings läns östra valkrets.

## Riksdagsmän
- Daniel Danielsson, lmp (1867–1869)
- Samuel Johnson, lmp (1870–1887)
- Johan August Johansson, nya lmp 1888, partilös 1889, nya lmp 1890–1894, lmp 1895–1896 (1888–1896)
- Jonas Peter Zakrisson, lmp (1897–1900)
- Carl August Danielsson, lmp (1901–1911)

## Valresultat
Valdatum:
| - 13 april 1887 - 10 september 1887 - 29 augusti 1890 - 27 augusti 1893 - 9 augusti 1896 |  | - 13 augusti 1899 - 7 september 1902 - 10 september 1905 - 13 september 1908 |

### 1887 I
| Andrakammarvalet i Sverige 1887 I: Östra härads domsagas valkrets | Andrakammarvalet i Sverige 1887 I: Östra härads domsagas valkrets | Andrakammarvalet i Sverige 1887 I: Östra härads domsagas valkrets | Andrakammarvalet i Sverige 1887 I: Östra härads domsagas valkrets | Andrakammarvalet i Sverige 1887 I: Östra härads domsagas valkrets |
| Kandidat                                                          | Kandidat                                                          | Röster                                                            | Röster                                                            | Röster                                                            |
| Kandidat                                                          | Kandidat                                                          | Antal                                                             | %                                                                 | +− %                                                              |
| ----------------------------------------------------------------- | ----------------------------------------------------------------- | ----------------------------------------------------------------- | ----------------------------------------------------------------- | ----------------------------------------------------------------- |
|                                                                   | Samuel Johnson (prot.)                                            | 367                                                               | 91,8                                                              |                                                                   |
|                                                                   | Johan August Johansson (prot.)                                    | 22                                                                | 5,5                                                               |                                                                   |
|                                                                   | Övriga kandidater                                                 | 11                                                                | 2,7                                                               | —                                                                 |
| Antal giltiga röster                                              | Antal giltiga röster                                              | 400                                                               |                                                                   |                                                                   |
| Kasserade röster                                                  | Kasserade röster                                                  | 1                                                                 |                                                                   |                                                                   |
| Totalt                                                            | Totalt                                                            | 401                                                               |                                                                   |                                                                   |

### 1887 II
| Andrakammarvalet i Sverige 1887 II: Östra härads domsagas valkrets | Andrakammarvalet i Sverige 1887 II: Östra härads domsagas valkrets | Andrakammarvalet i Sverige 1887 II: Östra härads domsagas valkrets | Andrakammarvalet i Sverige 1887 II: Östra härads domsagas valkrets | Andrakammarvalet i Sverige 1887 II: Östra härads domsagas valkrets |
| Kandidat                                                           | Kandidat                                                           | Röster                                                             | Röster                                                             | Röster                                                             |
| Kandidat                                                           | Kandidat                                                           | Antal                                                              | %                                                                  | +− %                                                               |
| ------------------------------------------------------------------ | ------------------------------------------------------------------ | ------------------------------------------------------------------ | ------------------------------------------------------------------ | ------------------------------------------------------------------ |
|                                                                    | Johan August Johansson                                             | 195                                                                | 62,7                                                               | ▲57,2                                                              |
|                                                                    | Samuel Johnson (prot.)                                             | 85                                                                 | 27,3                                                               | ▼64,5                                                              |
|                                                                    | Övriga kandidater                                                  | 31                                                                 | 10,0                                                               | —                                                                  |
| Antal giltiga röster                                               | Antal giltiga röster                                               | 311                                                                |                                                                    |                                                                    |
| Kasserade röster                                                   | Kasserade röster                                                   | 5                                                                  |                                                                    |                                                                    |
| Totalt                                                             | Totalt                                                             | 316                                                                |                                                                    |                                                                    |

### 1890
| Andrakammarvalet i Sverige 1890: Östra härads domsagas valkrets | Andrakammarvalet i Sverige 1890: Östra härads domsagas valkrets | Andrakammarvalet i Sverige 1890: Östra härads domsagas valkrets | Andrakammarvalet i Sverige 1890: Östra härads domsagas valkrets | Andrakammarvalet i Sverige 1890: Östra härads domsagas valkrets |
| Kandidat                                                        | Kandidat                                                        | Röster                                                          | Röster                                                          | Röster                                                          |
| Kandidat                                                        | Kandidat                                                        | Antal                                                           | %                                                               | +− %                                                            |
| --------------------------------------------------------------- | --------------------------------------------------------------- | --------------------------------------------------------------- | --------------------------------------------------------------- | --------------------------------------------------------------- |
|                                                                 | Johan August Johansson                                          | 240                                                             | 91,6                                                            | ▲28,9                                                           |
|                                                                 | Samuel Johnson (prot.)                                          | 8                                                               | 3,1                                                             | ▼24,2                                                           |
|                                                                 | Carl August Danielsson (kons.)                                  | 4                                                               | 1,5                                                             |                                                                 |
|                                                                 | Johan Isaksson (prot.)                                          | 3                                                               | 1,1                                                             |                                                                 |
|                                                                 | Övriga kandidater                                               | 7                                                               | 2,7                                                             | —                                                               |
| Antal giltiga röster                                            | Antal giltiga röster                                            | 262                                                             |                                                                 |                                                                 |
| Kasserade röster                                                | Kasserade röster                                                | 0                                                               |                                                                 |                                                                 |
| Totalt                                                          | Totalt                                                          | 262                                                             |                                                                 |                                                                 |

### 1893
| Andrakammarvalet i Sverige 1893: Östra härads domsagas valkrets | Andrakammarvalet i Sverige 1893: Östra härads domsagas valkrets | Andrakammarvalet i Sverige 1893: Östra härads domsagas valkrets | Andrakammarvalet i Sverige 1893: Östra härads domsagas valkrets | Andrakammarvalet i Sverige 1893: Östra härads domsagas valkrets |
| Kandidat                                                        | Kandidat                                                        | Röster                                                          | Röster                                                          | Röster                                                          |
| Kandidat                                                        | Kandidat                                                        | Antal                                                           | %                                                               | +− %                                                            |
| --------------------------------------------------------------- | --------------------------------------------------------------- | --------------------------------------------------------------- | --------------------------------------------------------------- | --------------------------------------------------------------- |
|                                                                 | Johan August Johansson                                          | 429                                                             | 72,1                                                            | ▼19,5                                                           |
|                                                                 | Carl Granstrand (prot.)                                         | 52                                                              | 8,7                                                             |                                                                 |
|                                                                 | August Bäckman (frih.)                                          | 31                                                              | 5,2                                                             |                                                                 |
|                                                                 | Sven Danielsson (prot.)                                         | 18                                                              | 3,0                                                             |                                                                 |
|                                                                 | Samuel Johnson (prot.)                                          | 12                                                              | 2,0                                                             | ▼1,1                                                            |
|                                                                 | Johan Isaksson (prot.)                                          | 10                                                              | 1,7                                                             | ▲0,6                                                            |
|                                                                 | Carl August Danielsson (kons.)                                  | 9                                                               | 1,5                                                             | ▬                                                               |
|                                                                 | Samuel August Jonsson                                           | 5                                                               | 0,9                                                             |                                                                 |
|                                                                 | Jonas Peter Zakrisson (prot.)                                   | 4                                                               | 0,7                                                             |                                                                 |
|                                                                 | Övriga kandidater                                               | 25                                                              | 4,2                                                             | —                                                               |
| Antal giltiga röster                                            | Antal giltiga röster                                            | 595                                                             |                                                                 |                                                                 |
| Kasserade röster                                                | Kasserade röster                                                | 1                                                               |                                                                 |                                                                 |
| Totalt                                                          | Totalt                                                          | 596                                                             |                                                                 |                                                                 |

### 1896
| Andrakammarvalet i Sverige 1896: Östra härads domsagas valkrets | Andrakammarvalet i Sverige 1896: Östra härads domsagas valkrets | Andrakammarvalet i Sverige 1896: Östra härads domsagas valkrets | Andrakammarvalet i Sverige 1896: Östra härads domsagas valkrets | Andrakammarvalet i Sverige 1896: Östra härads domsagas valkrets |
| Kandidat                                                        | Kandidat                                                        | Röster                                                          | Röster                                                          | Röster                                                          |
| Kandidat                                                        | Kandidat                                                        | Antal                                                           | %                                                               | +− %                                                            |
| --------------------------------------------------------------- | --------------------------------------------------------------- | --------------------------------------------------------------- | --------------------------------------------------------------- | --------------------------------------------------------------- |
|                                                                 | Jonas Peter Zakrisson (L, prot.)                                | 459                                                             | 57,2                                                            | ▲56,5                                                           |
|                                                                 | Sven Danielsson (prot.)                                         | 201                                                             | 25,0                                                            | ▲22,0                                                           |
|                                                                 | Johan Isaksson (prot.)                                          | 51                                                              | 6,3                                                             | ▲4,6                                                            |
|                                                                 | August Bäckman (Folkpartiet)                                    | 41                                                              | 5,1                                                             | ▼0,1                                                            |
|                                                                 | Carl Granstrand (prot.)                                         | 19                                                              | 2,4                                                             | ▼6,3                                                            |
|                                                                 | Övriga kandidater                                               | 32                                                              | 4,0                                                             | —                                                               |
| Antal giltiga röster                                            | Antal giltiga röster                                            | 803                                                             |                                                                 |                                                                 |
| Kasserade röster                                                | Kasserade röster                                                | 1                                                               |                                                                 |                                                                 |
| Totalt                                                          | Totalt                                                          | 804                                                             |                                                                 |                                                                 |

### 1899
| Andrakammarvalet i Sverige 1899: Östra härads domsagas valkrets | Andrakammarvalet i Sverige 1899: Östra härads domsagas valkrets | Andrakammarvalet i Sverige 1899: Östra härads domsagas valkrets | Andrakammarvalet i Sverige 1899: Östra härads domsagas valkrets | Andrakammarvalet i Sverige 1899: Östra härads domsagas valkrets |
| Kandidat                                                        | Kandidat                                                        | Röster                                                          | Röster                                                          | Röster                                                          |
| Kandidat                                                        | Kandidat                                                        | Antal                                                           | %                                                               | +− %                                                            |
| --------------------------------------------------------------- | --------------------------------------------------------------- | --------------------------------------------------------------- | --------------------------------------------------------------- | --------------------------------------------------------------- |
|                                                                 | Jonas Peter Zakrisson                                           | 437                                                             | 93,8                                                            | ▲36,6                                                           |
|                                                                 | Johan Isaksson (höger)                                          | 15                                                              | 3,2                                                             | ▼3,1                                                            |
|                                                                 | August Bäckman (liberal)                                        | 6                                                               | 1,3                                                             | ▼3,8                                                            |
|                                                                 | Övriga kandidater                                               | 8                                                               | 1,7                                                             | —                                                               |
| Antal giltiga röster                                            | Antal giltiga röster                                            | 466                                                             |                                                                 |                                                                 |
| Kasserade röster                                                | Kasserade röster                                                | 3                                                               |                                                                 |                                                                 |
| Totalt                                                          | Totalt                                                          | 469                                                             |                                                                 |                                                                 |

### 1902
| Andrakammarvalet i Sverige 1902: Östra härads domsagas valkrets | Andrakammarvalet i Sverige 1902: Östra härads domsagas valkrets | Andrakammarvalet i Sverige 1902: Östra härads domsagas valkrets | Andrakammarvalet i Sverige 1902: Östra härads domsagas valkrets | Andrakammarvalet i Sverige 1902: Östra härads domsagas valkrets |
| Kandidat                                                        | Kandidat                                                        | Röster                                                          | Röster                                                          | Röster                                                          |
| Kandidat                                                        | Kandidat                                                        | Antal                                                           | %                                                               | +− %                                                            |
| --------------------------------------------------------------- | --------------------------------------------------------------- | --------------------------------------------------------------- | --------------------------------------------------------------- | --------------------------------------------------------------- |
|                                                                 | Carl August Danielsson                                          | 427                                                             | 59,1                                                            |                                                                 |
|                                                                 | Johan Magnus Almqvist (höger)                                   | 157                                                             | 21,7                                                            |                                                                 |
|                                                                 | Johan Isaksson (höger)                                          | 129                                                             | 17,8                                                            | ▲14,6                                                           |
|                                                                 | Övriga kandidater                                               | 10                                                              | 1,4                                                             | —                                                               |
| Antal giltiga röster                                            | Antal giltiga röster                                            | 723                                                             |                                                                 |                                                                 |
| Kasserade röster                                                | Kasserade röster                                                | 4                                                               |                                                                 |                                                                 |
| Totalt                                                          | Totalt                                                          | 727                                                             |                                                                 |                                                                 |

### 1905
| Andrakammarvalet i Sverige 1905: Östra härads domsagas valkrets | Andrakammarvalet i Sverige 1905: Östra härads domsagas valkrets | Andrakammarvalet i Sverige 1905: Östra härads domsagas valkrets | Andrakammarvalet i Sverige 1905: Östra härads domsagas valkrets | Andrakammarvalet i Sverige 1905: Östra härads domsagas valkrets |
| Kandidat                                                        | Kandidat                                                        | Röster                                                          | Röster                                                          | Röster                                                          |
| Kandidat                                                        | Kandidat                                                        | Antal                                                           | %                                                               | +− %                                                            |
| --------------------------------------------------------------- | --------------------------------------------------------------- | --------------------------------------------------------------- | --------------------------------------------------------------- | --------------------------------------------------------------- |
|                                                                 | Carl August Danielsson                                          | 549                                                             | 52,3                                                            | ▼6,8                                                            |
|                                                                 | Johan Magnus Almqvist (höger)                                   | 330                                                             | 31,4                                                            | ▲9,7                                                            |
|                                                                 | Thor Landegren (liberal)                                        | 155                                                             | 14,8                                                            |                                                                 |
|                                                                 | Övriga kandidater                                               | 16                                                              | 1,5                                                             | —                                                               |
| Antal giltiga röster                                            | Antal giltiga röster                                            | 1,050                                                           |                                                                 |                                                                 |
| Kasserade röster                                                | Kasserade röster                                                | 0                                                               |                                                                 |                                                                 |
| Totalt                                                          | Totalt                                                          | 1,050                                                           |                                                                 |                                                                 |

### 1908
| Andrakammarvalet i Sverige 1908: Östra härads domsagas valkrets | Andrakammarvalet i Sverige 1908: Östra härads domsagas valkrets | Andrakammarvalet i Sverige 1908: Östra härads domsagas valkrets | Andrakammarvalet i Sverige 1908: Östra härads domsagas valkrets | Andrakammarvalet i Sverige 1908: Östra härads domsagas valkrets |
| Kandidat                                                        | Kandidat                                                        | Röster                                                          | Röster                                                          | Röster                                                          |
| Kandidat                                                        | Kandidat                                                        | Antal                                                           | %                                                               | +− %                                                            |
| --------------------------------------------------------------- | --------------------------------------------------------------- | --------------------------------------------------------------- | --------------------------------------------------------------- | --------------------------------------------------------------- |
|                                                                 | Carl August Danielsson                                          | 597                                                             | 55,5                                                            | ▲3,2                                                            |
|                                                                 | Johan Magnus Almqvist (höger)                                   | 294                                                             | 27,3                                                            | ▼4,1                                                            |
|                                                                 | J.A. Carlsson i Vetlanda (liberal)                              | 154                                                             | 14,3                                                            |                                                                 |
|                                                                 | Övriga kandidater                                               | 31                                                              | 2,9                                                             | —                                                               |
| Antal giltiga röster                                            | Antal giltiga röster                                            | 1,076                                                           |                                                                 |                                                                 |
| Kasserade röster                                                | Kasserade röster                                                | 18                                                              |                                                                 |                                                                 |
| Totalt                                                          | Totalt                                                          | 1,094                                                           |                                                                 |                                                                 |